# Julio Ernesto Valdez Cárdenas
Julio Ernesto Valdez Cárdenas (Ayacucho, Perú, 15 de octubre de 1964) es un docente universitario, arqueólogo y político peruano. Actualmente docente de la Universidad Nacional de San Cristóbal de Huamanga.

## Biografía
Julio Ernesto Valdez Cárdenas. nació en la provincia de Huanta, departamento de Ayacucho. Realizó sus estudios básicos en la Institución Educativa María Auxiliadora en Huanta. Es licenciado en Educación Secundaria, especialidad : Historia - Geografía por la Universidad Nacional de San Cristóbal de Huamanga; y también licenciado en Arqueología por la misma universidad, siendo "Patrones de enterramiento prehispánico de Pusuquypata, Huanta" el tema de sus tesis. Posteriormente realiza una maestría en Arqueología con mención en Estudios Andinos en la Pontificia Universidad Católica del Perú. Y recientemente realizó una maestría en Gestión Pública en la Universidad César Vallejo. Trabajó como profesor en el Colegio Estatal "María Auxiliadora" y en el colegio Estatal "Gonzáles Vigil" en Huanta, también en el Colegio Parroquial "San Antonio de Huamanga" Huamanga, para posteriormente, y hasta la actualidad; desempeñarse como docente de la Facultad de Ciencias Sociales de la Universidad Nacional San Cristóbal de Huamanga. Es director de una revista que él mismo fundó, denominada "Revista Warpa", en la cual habla sobre distintos temas de importancia local y regional. La gran cantidad de artículos científicos que publicó lo posicionan actualmente como uno de los mayores contribuidores a la Arqueología regional y nacional, específicamente en el estudio de las culturas Chanka, Warpa, Wari e incluso Inka en Ayacucho y afines. En su papel como docente universitario, se desempeñó también como asesor de diversas tesis de graduación en la Universidad Nacional de San Cristóbal de Huamanga.

## Producción científica[3]

### Artículos Científicos
- 1997 Reconsidering the archaeological rarity of guinea pig bones in the central andes.[4]
- 1998 Inkapyarqan : Un canal en las Punas de Ayacucho.[5]
- 1999 Excavaciones arqueológicos en el centro Wari de Marayniyoq, Ayacucho.[6]
- 2000 Marayniyoq, un establecimiento wari en el valle de Ayacucho, Perú.[7]
- 2000 Los sistemas de almacenamiento Inka de Tinyaq, Ayacucho, Perú.[8]
- 2000 Un Camino Prehispánico al norte de Huari, Ayacucho.[9]
- 2001 Posoqoypata, un cementerio Wari en el valle de Ayacucho, Perú.[10]
- 2002 El Valle de Ayacucho y el Tawantinsuyo.[11]
- 2002 New Wari Mortuary Structures In The Ayacucho Valley, Peru.[12]
- 2005 Investigaciones Arqueológicas en Marayniyoq, Ayacucho: Informe de la segunda temporada.[13]
- 2005 Prácticas Funerarias Wari del Valle de Ayacucho, Perú.[14]
- 2006 Mortuary preferences and selected references: A comment on Middle Horizon Wari burials.[15]
- 2007 The end of empire: New radiocarbon dates from the ayacucho valley, Peru, and their implications for the collapse of the Wari State.[16]
- 2009 Utilización y Reutilización de la Cerámica Wari: Una Perspectiva Desde Marayniyoq, Ayacucho, Perú.[17]
- 2010 Production of maize beer at a Wari Site in the Ayacucho Valley, Perú[18]
- 2014 Los Ushnos: comunicando las cuencas del río Warpa y el río Torobamba en el departamento de Ayacucho.[19]
- 2013 Highland and Coastal Cultural Interaction: New Evidence from the Ancient City of Huari, Ayacucho, Peru[20]
- 2014 ¿Pucullos? En las cuencas de los ríos Warpa, Urubamba y Mantaro, entre Ayacucho, Huancavelica, Perú.[21]
- 2015 Ancient use of coca leaves in the Peruvian central highlands.[22]
- 2016 Los Asentamientos Chankas: ¿Una Respuesta a la Violencia?[23]
- 2017 From Rural to Urban: Archaeological Research in the Periphery of Huari, Ayacucho Valley, Peru[24]
- 2018 (Ernesto Valdez y Raúl Roca) Evidencia de fauna pleistocénica de Ayacucho, Huamanga, Ayacucho. Pg.165-172. Investigación. Oficina General de Investigación e innovación. UNSCH. ISSN 1684-0089.VOL 26, Nro. 2. Julio – Diciembre.

- 2019 (Ernesto Valdez y Raúl Roca) Presencia de Fauna Pliestocénica en la Pampa del Arco, Ayacucho, Huamanga, Ayacucho. En Revista del Colegio Profesional de Arqueólogos Nro. 02. Pgna. 131-140.

- 2020 (Lidio Valdez y Ernesto Valdez) El antiguo Viñaqui: la transformación de rural a urbano en la Sierra Central del Perú. Revista de Arqueología Americana 38 • ISSN: 0188-3631 ISSN: 2663-4066 2020: 99-132

- 2021 (Lidio Valdez y Ernesto Valdez) Investigación arqueológica en un asentamiento rural del Valle de Ayacucho, Perú. Revista Arqueología y Sociedad Nro. Arqueología y Sociedad Nº 33: 75-106 ISSN: 0254-8062.

- 2020 Descripción y clasificación de los restos fósiles existentes en torno a la cordillera del Razuwillka, Huanta, Ayacucho. En Investigaciones UNSCH, Oficina General de Investigación e innovación Volumen 28, Nro.2, Pgna.151-167.

- 2022 (Lidio Valdez y Ernesto Valdez) Crisscrossing the Peruavian cebtral hoghlands and beyond. Pag. 54-70. En Caravans in sociocultural perspective. Past and Present. Edited by Persis Clarkson and Calogero M. Santoro. ROUTLEDGE.

### Libros
- 2017 Arqueología del Valle de Ayacucho, Perú.[25]
- 2017 Asentamientos Chanka: Una respuesta al medio ambiente, Ayacucho, Perú.[26]
- 2018 Ñaupa Ñan: Uniendo la ciudad imperial del Wari con el valle de Huanta. Arqueología del valle de Ayacucho. Editorial Académica Española.  EAE. España.
- 2021 ¿Por qué colapsó la cultura Wari? Arqueología Regional de Ayacucho. UNSCH. Municipalidad Provincial de Huamanga. Ayacucho. Perú.

- 2021 Fósiles en torno a la cordillera del Razuwillka, Ayacucho, Perú. Evidencias fosilíferas en los andes. UNSCH. Municipalidad Provincial de Churcampa. Lima. Perú.